# Sofiologia

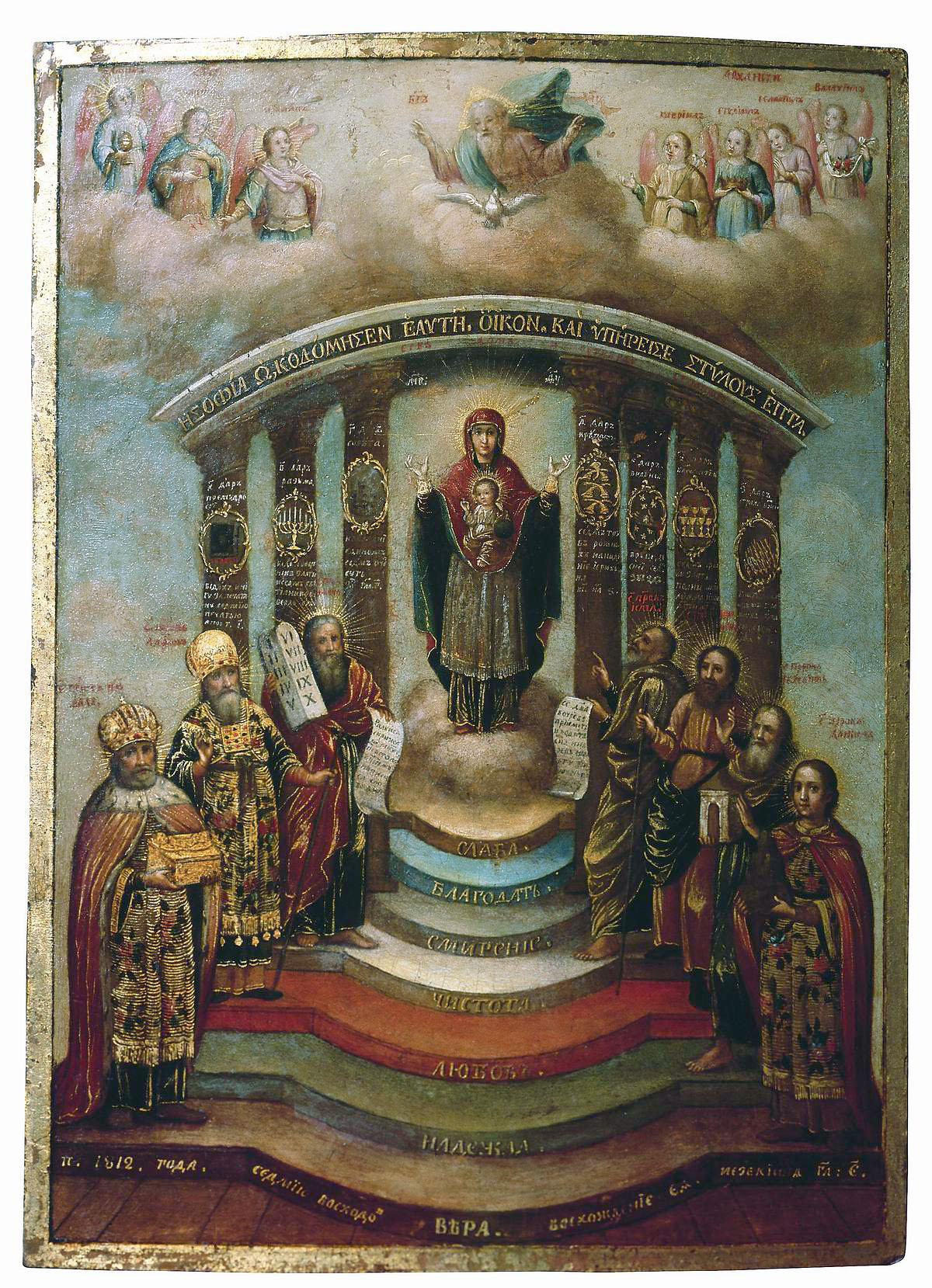
Sofia, la Sagrada Saviesa, 1812.

La sofiologia (del grec Σοφία "Sofia", en rus София, en català saviesa) és un concepte filosòfic relacionat amb la saviesa, com també un concepte teològic relacionat amb la saviesa de Déu.
Des del punt de vista teològic és una branca de la teologia cristiana que s'ocupa de la saviesa de Déu. Des d'un enfocament filosòfic la sofiologia comprèn temes associats a l'anàlisi de les relacions entre els mons visible i invisible, el rol de la naturalesa, com també la teleologia.

## Orígens
La sofiologia té arrels en la tradició hel·lenística, el platonisme, el gnosticisme, el cristianisme místic, el cristianisme esotèric (Ordre Rosacreu), Església Ortodoxa, la teologia de la Saviesa, la teologia russa dels segles xix i xx (Serguei Bulgàkov sota la influència de Vladimir S. Soloviov), l'espiritualitat New Age, com també en el feminisme contemporani.
El teòleg i economista rus Serguei Nikolàievitx Bulgàkov, va ser un dels principals arquitectes en el desenvolupament de la sofiologia, centrant-se en problemes relacionats amb la creació del món i emfatitzant la unitat de totes les coses.

## Teologia
El pensament teosòfic es concentra en 'Sophia', la saviesa divina, desenvolupada per alguns pensadors russos de finals del segle xix i començaments del segle xx, que inclouen Vladímir Soloviov, Serguei Bulgàkov i Pàvel Florenski. En el desenvolupament de la sofiología també va exercir influència el místic luterà d'origen alemany Jakob Boehme que va viure al segle xvii. Els que s'adhereixen a la sofiología perceben a Sophia com una presència viva i creativa que connecta a Déu amb la Creació.
Segons Bulgàkov la «sophía» és la realitat intermèdia entre Déu i la creació. És la presència de la divinitat en la creació. L'essència de l'Església és ser el punt d'unió entre la sophía divina i la sophía creada. L'Església és la «Sophía», és el sinergisme que uneix el cel i la terra. La seva visibilitat és sacramental. Les celebracions dels sagraments justifiquen l'existència de la jerarquia. L'Esperit Sant anima a tota l'Església, clergat i laics: és en la seva simfonia que Ell fa sentir la seva veu i dona ensenyaments i directives, no hi ha òrgans especials o de signes assegurances. Buscar seria donar prova d'un "fetitxisme eclesiàstic".

## Sofia "deessa" de la saviesa
Algunes persones consideren a Sofia una deïtat, altres la consideren representant a la Núvia de Crist (Apocalipsi 19), altres com una manifestació femenina de Déu representant a la saviesa de (Proverbis 8 i 9), i altres com un concepte teològic relacionat amb la saviesa de Déu.